# کشتار طنطوره

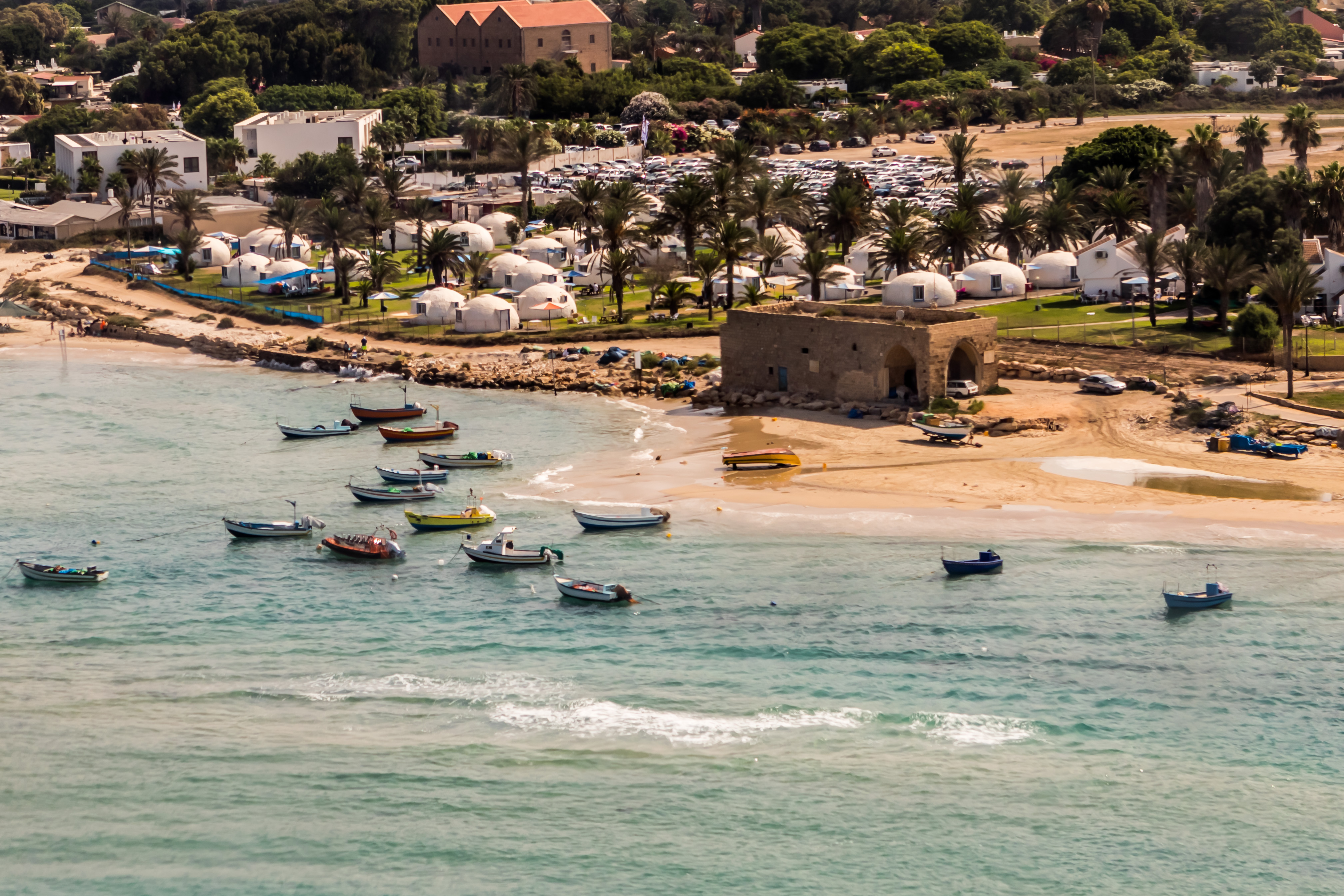
نمای گور دسته‌جمعی از قتل‌عام‌شده‌گان طنطوره در سال ۱۹۴۸ در زیر پارکینگ پشت ساحل. (تاریخِ نگاره؛ ۲۰۱۷)

کشتار طنطوره توسط ارتش اسرائیل در سال ۱۹۴۸ (میلادی) علیه فلسطینیان واقع شد.در شب 22 و 23 می 1948، یک هفته پس از تأسیس دولت اسرائیل، دهکده ماهیگیری فلسطینی طنطوره با جمعیت 1500 نفر مورد حمله قرار گرفت و توسط گردان 33 تیپ الکساندرونی که بعداً بخشی از ارتش اسرائیل شد، اشغال شد. . این روستا، در حدود سی و پنج کیلومتری جنوب حیفا، در منطقه ای قرار داشت که با قطعنامه طرح تقسیم بحث برانگیز مجمع عمومی سازمان ملل در سال 1947 به دولت یهودی اختصاص داده شده بود. سرنوشت طنطوره در اشغال، کاهش جمعیت، ویرانی های بعدی و تصرف تمامی اراضی آن توسط اسرائیل، مشابه سرنوشت بیش از 400 روستای فلسطینی دیگر در طول جنگ 1948 بود.

## پیش زمینه
یک هفته پس از آنکه دیوید بن گوریون، رئیس اجرایی سازمان جهانی صهیونیستی تشکیل کشور اسرائیل را اعلام کرد، روستای کوچک ساحلی طنطوره صحنه یکی از بدترین قتل عام نیروهای استعماری صهیونیستی علیه بومیان شد. گردان سی و سوم هاگانا (گردان سوم تیپ الکساندونی) به روستا حمله کرد و 200 فلسطینی را کشت. به گفته شاهدان فلسطینی، این قتل عام در طول شب انجام شد و چندین ساعت به طول انجامید. گزارش های آنها از قتل عام توسط نیروهای اسرائیلی مستند شده است. به گفته برخی منابع، حدود 300 فلسطینی کشته شده اند.

## رخداد

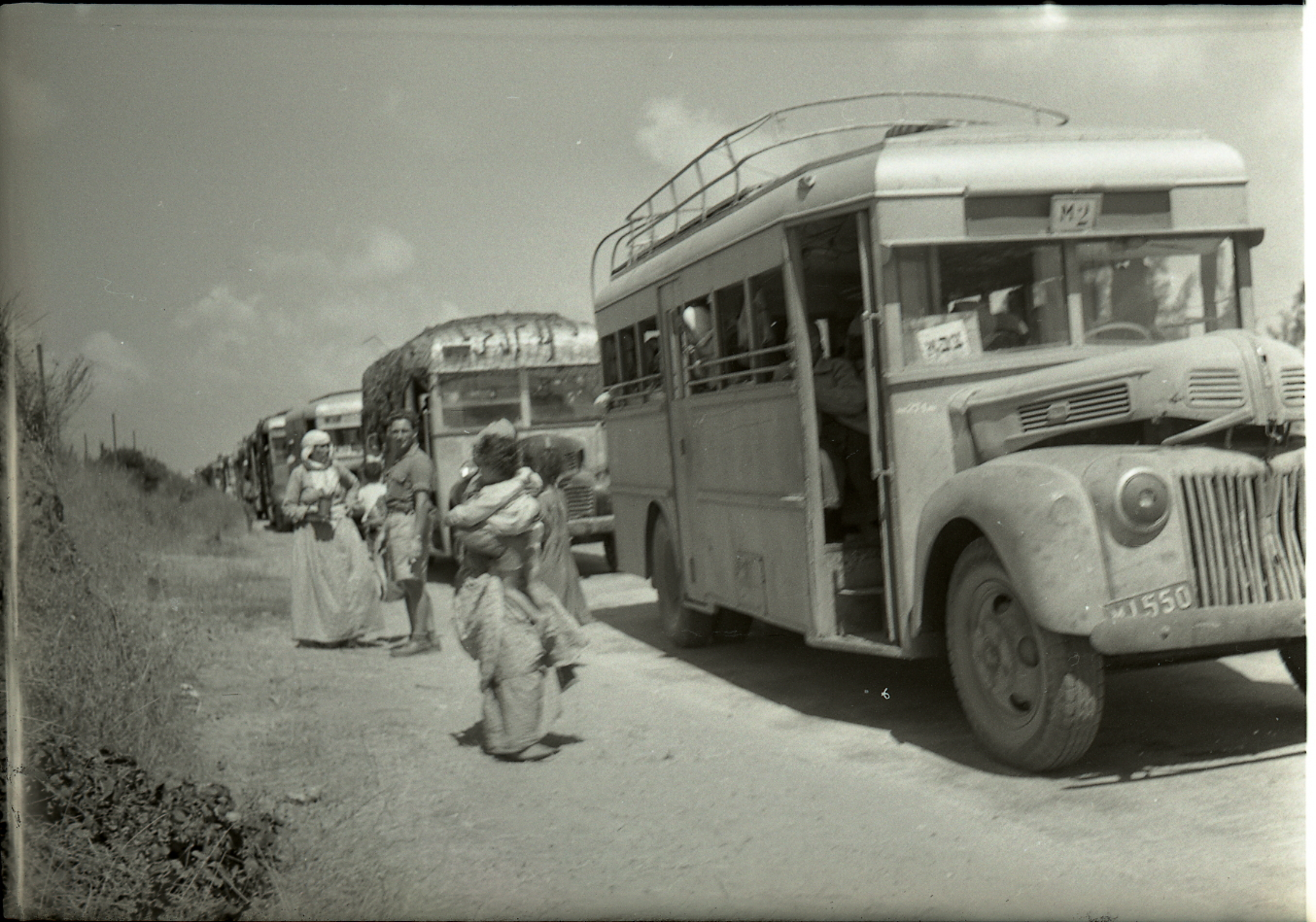
منطقه طنطوره در خلال جنگ اعراب و اسرائیل ۱۹۴۸ ، ۱۹۴۹

در روزهای 22 تا 23 می 1948، گردان 33 تیپ الکساندرونی، به طنطوره ، دهکده ماهیگیری کوچک فلسطینی یورش برد و آن را اشغال کرد. ساختمان ها و معماری طنطوره ویران شد، ساکنان قتل عام شدند و بازماندگان به زور آواره شدند. ساکنان طنطوره که به طور سیستماتیک کشته می شدند در گورهای دسته جمعی مختلف در اطراف روستا قرار داده شدند. در سال 2023، یک مطالعه توسط Forensic Architecture ثابت کرد که در واقع سه گور دسته جمعی در محل وجود دارد.که در زیر یک استراحتگاه ساحلی اسرائیل مدفون است. بازماندگان فلسطینی و مورخان مدت‌ها مدعی شده‌اند که مردان ساکن در طنطوره ، پس از تسلیم شدن به تیپ الکساندرونی اعدام شدند و اجساد آنها در یک گور دسته جمعی انداخته شدند که گمان می‌رود در زیر منطقه‌ای قرار دارد که اکنون پارکینگ برای ساحل Dor ، است برآوردها بین 40 تا 200 نفر بوده است.

## افشای حقیقت
در دهه 1990، یک دانشجوی فارغ التحصیل اسرائیلی که در حال مطالعه تأثیرات نکبه بر چندین روستای نزدیک حیفا بود به نام تدی کاتز، مصاحبه‌های زیادی در مورد قتل عام انجام داد که گفته می‌شد تیپ الکساندرونی اسرائیل در شهر طنطوره در فلسطین انجام داده است.تدی کاتز با حدود 135 نفر، اعم از فلسطینی و اسرائیلی، مصاحبه کرد و 140 ساعت شهادت برای پایان نامه خود در دانشگاه حیفا جمع آوری کرد.کاتز از طریق شهادت های شخصی و اظهارات شاهدان عینی مشخص کرد که سربازان اسرائیلی در طنطوره مرتکب جنایات جنگی مانند کشتن افراد غیرمسلح، تجاوز جنسی و غارت شدند.. کاتز شهادت تکان دهنده ای را از کهنه سربازان گرفت که متعاقباً همه ی آنها آنچه را که گفته بودند پس گرفتند. کاتز به دلیل افترا مورد شکایت قرار گرفت و اجازه شنیدن نوارهای او در دادگاه داده نشد.دانشگاه مدرک او را لغو کرد و کاتز در ابهام محو شد ایلان پاپه، مورخ، که در آن زمان استاد دانشگاه حیفا بود، از کاتز حمایت کرد و در مقاله‌ای با عنوان «پرونده تانتورا در اسرائیل: تحقیق و محاکمه کاتز» به جزئیات این ماجرا اشاره کرد. او به بخش‌هایی از جامعه اسرائیل و به‌ویژه اقدام بخش دانشگاهی برای تحریف واقعیت نکبه اشاره کرد. در سال 2007، به دلیل اصرار به اینکه قتل عام در تانتورا رخ داده است، مجبور شد از سمت خود در دانشگاه استعفا دهد..
بیست و دو سال بعد، کارگردان آلون شوارتز برای شنیدن داستان کاتز که تا آن زمان چندین سکته مغزی را تجربه کرده بود، ملاقات کرد. کاتز به شوارتز اجازه دسترسی کامل به ضبط هایش را داد. شهادت ها در مستندی از آلون شوارتز، به نام تانتورا، در جشنواره ساندنس در یوتا به نمایش درآمد. شهادت سربازان اسرائیلی را که در قتل عام شرکت داشتند ، یکی از سربازانی که در طنطوره بود در این فیلم گفت: «آنها ما را به قاتل تبدیل کردند». ما اعراب را به صف کردیم و بی دلیل به آنها شلیک کردیم.» یکی دیگر نقل می کند که چگونه پس از دستگیری 15 جوان فلسطینی، سربازان آنها را در یک بشکه فرو کردند و به سوی آنها شلیک کردند تا جایی که خون آنها در بشکه جاری شد. یکی دیگر از سربازان سابق در تنتوره اظهار می کند که "تلفات عرب زیادی وجود داشت و آنها مانند زباله پراکنده شدند." شاهد دیگری با ناراحتی می گوید: گفتن ممنوع است. هایم لوین نقل می کند که چگونه یکی از اعضای یگان خود به سراغ گروهی متشکل از 15 یا 20 اسیر جنگی رفت و همه آنها را کشت. یکی از شرم‌آورترین شهادت‌های این فیلم مربوط به  آمیتزور کوهن، قاتل جمعی صهیونیستی بود که با افتخار از اولین ماه‌های سربازی‌اش به عنوان سرباز رژیم اسرائیل صحبت کرد.کوهن در حالی که با صدای بلند قهقهه می زد اعتراف کرد: «تعداد عرب هایی را که در سال 1948 کشتم را به خاطر نمی آورم. من هرگز این تعداد را نشمارم، زیرا یک قاتل بودم و هیچ اسیری هم نگرفتم».«من حساب نکردم. من یک مسلسل با 250 گلوله داشتم. نمی توانم بگویم چند نفر.آمیتزور کوهن، "قصاب تانتورا" در سن 96 سالگی در شهرک بنیامینا که در سال 1922 تأسیس کرد درگذشت.